# Csojai járás
A Csojai járás (oroszul Чойский район, délajtáj nyelven Чоя аймак) Oroszország egyik járása az Altaj köztársaságban. Székhelye Csoja.

A Csojai járás az Altaj Köztársaságban

## Népesség
- 2002-ben 8986 lakosa volt, melyből 7839 orosz, 736 altaj (351 tubalárral együtt), 98 ukrán stb.
- 2010-ben 8348 lakosa volt, melyből 7316 orosz, 722 altaj (343 tubalárral, és 1 telengittel együtt), 57 ukrán, 35 német, 25 kumundi, 22 tatár, 21 kazah.